# Orsankai járás

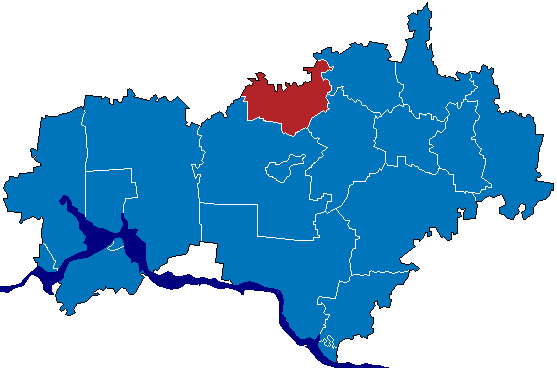
Az Orsankai járás Mariföldön

Az Orsankai járás (oroszul Оршанский район, mari nyelven Ӧрша кундем) Oroszország egyik önkormányzati járása Mariföldön. Székhelye Orsanka.

## Népesség
- 1989-ben 16 282 lakosa volt.
- 2002-ben 15 832 lakosa volt, melynek 58,7%-a mari, 39%-a orosz.
- 2010-ben 15 139 lakosa volt, melynek 55,6%-a mari, 38,1%-a orosz, 0,6%-a tatár, 0,6%-a csuvas.